# Wahl zur Nationalversammlung auf Sansibar 1963
Die Wahl zur Nationalversammlung auf Sansibar 1963 fand am 8. und 15. Juli 1963 statt.
Die Zahl der Sitze im Parlament erhöhte sich von 22 bis auf 31, und das Ergebnis war ein Sieg für die Sansibar Nationalist Party- und der Sansibar und Pemba Volkspartei-Allianz, die Sitze 18 gewann, obwohl die Afro-Shirazi Party, die 13 gewonnen hatte, 54,3 Prozent der Stimmen beanspruchte.
Das ZNP-ZPPP-Bündnis, das die beiden Parteien-Kandidaten nicht gegeneinander in ihren Hochburgen antreten, wurde aufgefordert, eine Regierung zu bilden, und führte das Land in die Unabhängigkeit am 10. Dezember dieses Jahres. Doch am 12. Januar 1964, brachte die Sansibar-Revolution die ASP an die Macht.

## Ergebnisse
| Partei                            | Anteil | Sitze |
| --------------------------------- | ------ | ----- |
| Afro-Shirazi Party                | 54,3 % | 13    |
| Zanzibar Nationalist Party        | 29,8 % | 18    |
| Zanzibar and Pemba People’s Party | 15,9 % | 18    |
| Gesamt                            | 100    | 31    |
| Quelle:                           |        |       |